# 5x Favela - Agora por Nós Mesmos
5x Favela - Agora por Nós Mesmos é um filme brasileiro dirigido por grupo de jovens cineastas moradores de favelas do Rio de Janeiro e produzido por Carlos Diegues e Renata de Almeida Magalhães. O filme é dividido em cinco episódios, dai vem o titulo do longa-metragem e também fazendo referência ao filme Cinco Vezes Favela (1962). 5x Favela - Agora por Nós Mesmos é o primeiro longa-metragem brasileiro totalmente concebido, escrito e realizado por jovens moradores de favelas

## Enredo

### 1° Episódio: "Fonte de Renda"
O "Fonte de Renda", conta a história de Maicon (Sílvio Guindane) que consegue passar no vestibular, mas logo encontra-se em situação difícil na hora de arcar com os livros, alimentação e transporte. Ele fica tentado então à começar a vender drogas para os estudantes da faculdade, para que assim possa pagar suas despesas.Mas logo passa por uma tragédia, no dia que iria levar a droga para um dos seus amigos, não deu para passar pela rua, estava cheio de policiais e acabou por deixar em casa a "encomenda". Ao chegar na faculdade ele explica para o amigo o motivo de não ter levado a droga. De repente recebe uma ligação do padrinho, dizendo que seu irmão estava no hospital, em estado grave por ter ingerido a substância e estava com uma veia entupida. Quando chega ao hospital, acaba por levar uma surra de seu padrinho.
Depois disso, Maicon para de vender cocaína e se forma em direito.

### 2° Episódio: "Arroz e Feijão"
O segundo episódio, "Arroz e Feijão", conta a história de um pai que não tem condição em comprar uma comida variada e faz de sua refeição diária arroz e feijão junto com seu filho Wesley (Juan Paiva). No aniversário do pai, ele se junta com o amigo Orelha (Pablo Vinícius) para comprar um frango, realiza diversos trabalhos para tentar arrumar o dinheiro e comprar o frango. Mas sempre que completa um trabalho tem problemas com o 'Pagamento', então, os dois tem a ideia de roubar o frango e ninguém ficaria sabendo. Um pouco mais tarde, depois de comer o frango, ele se deita no sofá para dormi e fica escutando a conversa de seus pais, na qual o pai revela porque não comia frango, falando que seu pai roubou um frango e no outro dia foi espancado pelo dono do frango, ouvindo isso, o garoto saiu novamente, arrumou dinheiro, comprou outro frango e o colocou no lugar do que ele roubou .

### 3° Episódio: "Concerto para Violino"
O terceiro episódio, "Concerto para Violino", conta a história de três pessoas que no passado, quando crianças, fizeram um pacto de amizade. Vinte anos se passaram, e Jota (Thiago Martins) foi ao rumo do tráfico das drogas, Ademir (Samuel de Assis) se tornou policial e Márcia (Cintia Rosa) uma violinista.
Jota roubou algumas armas da cadeia e Ademir ficou com a tarefa de encontra-lo e devolver as armas.

### 4°Episódio: "Deixa Voar"
Conta a história de um garoto chamado Flávio  de 17 anos, que quando chega da escola vai soltar pipa, até que ele deixa a pipa de seu amigo cair na favela rival e ele precisa ir buscá-la. Chegando lá ele acaba se desentendendo com os garotos que estava com a pipa, mas seu primo chega e resolve tudo, depois de toda essa confusão Flávio aproveita a viagem para ir até a casa de sua amiga que o entrega em segurança em sua favela .

### 5° Episódio: "Acende a Luz"
"Acende a Luz", conta a história de um dia de Natal no morro, e a luz tinha acabado e os técnicos da companhia precisavam de uma peça para conserta a luz, mas os moradores não queriam deixar o homem descer do poste, então, esse homem ligou para o seu amigo para ajuda-lo indo pegar a peça, mas ele não quis ir, porque era natal então ele passo o natal na favela e conseguiu colocar a luz em apena um poste e o natal foi nele.

## Elenco

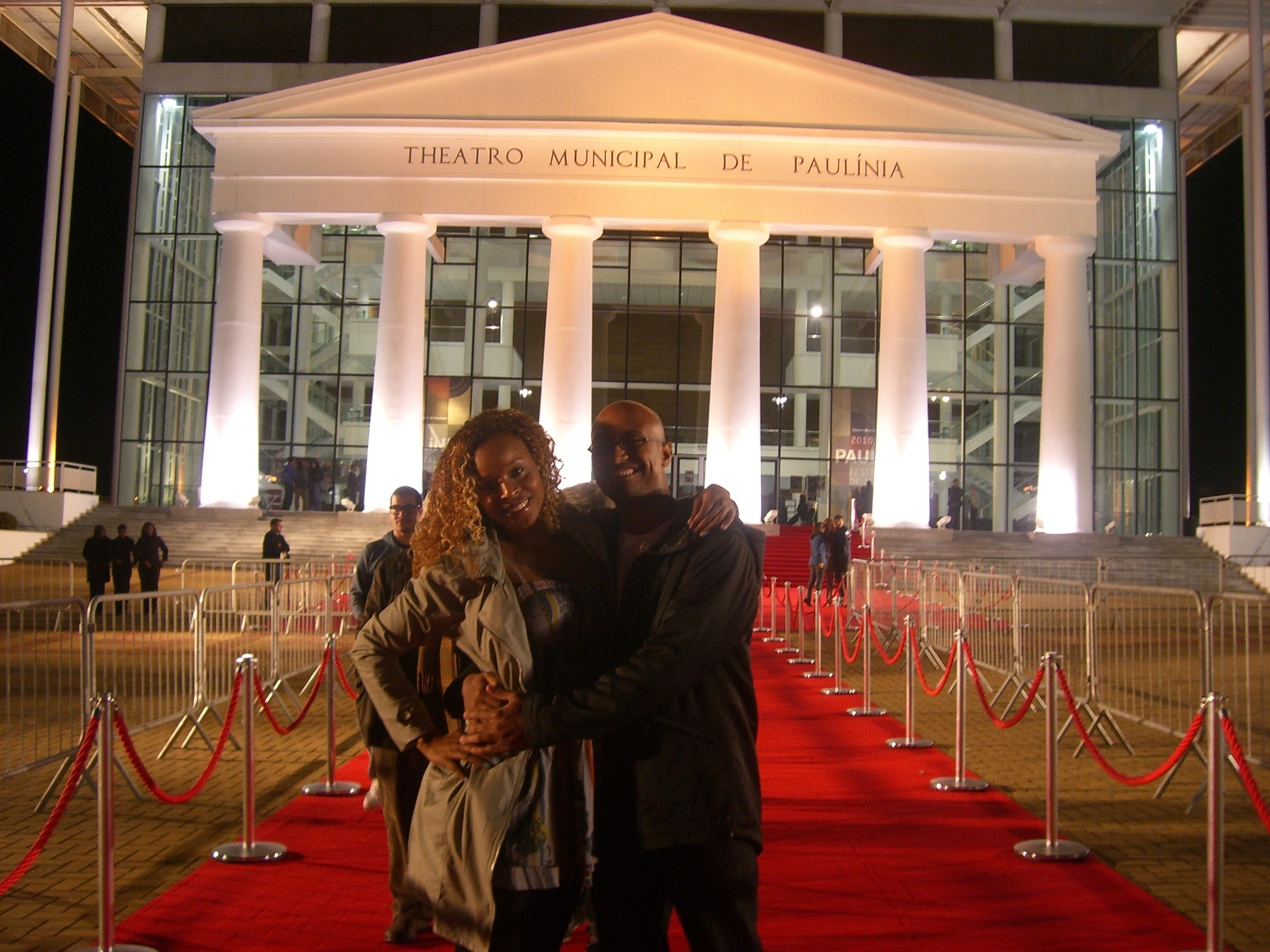

Abaixo a lista do elenco principal.
- Sílvio Guindane como Maycon
- Roberta Rodrigues como Renata
- Gregório Duvivier como Edu
- Hugo Carvana como Dos Santos
- Dandara Guerra como Sofia
- Flávio Bauraqui como Raimundo
- Thiago Martins como Jota
- Cintia Rosa como Márcia
- Márcio Vito como Lopes
- Marcello Melo como Alex

## Produção
Em janeiro de 2009, 603 jovens moradores de favelas se juntaram e inscreveram para participar das oficinas técnicas promovidas pelos produtores. Deles, 229 participaram de oficinas, para que eles pudessem participar das oficinas foi gasto cerca de R$ 45 mil em vales transporte e outros R$ 50 mil em vales refeições. Dos alunos que cursaram as oficinas, 84 foram escolhidos para integrar a equipe técnica do filme. A seleção ocorreu tendo por base o aproveitamento e currículo.
Os episódios foram realizados com o apoio da CUFA, na Cidade de Deus; do Nós do Morro, no Vidigal; do Observatório de Favelas, no Complexo da Maré; do AfroReggae, em Parada de Lucas; e o Cidadela/Cinemaneiro, em várias comunidades ao longo da Linha Amarela; Luciano Vidigal dirigiu o episódio "Concerto para Violino", os temas de cada episódio foram escolhidos pelos próprios alunos de cada oficina de roteiro, sendo desenvolvidos coletivamente por toda equipe.